# Franziska Mascheck

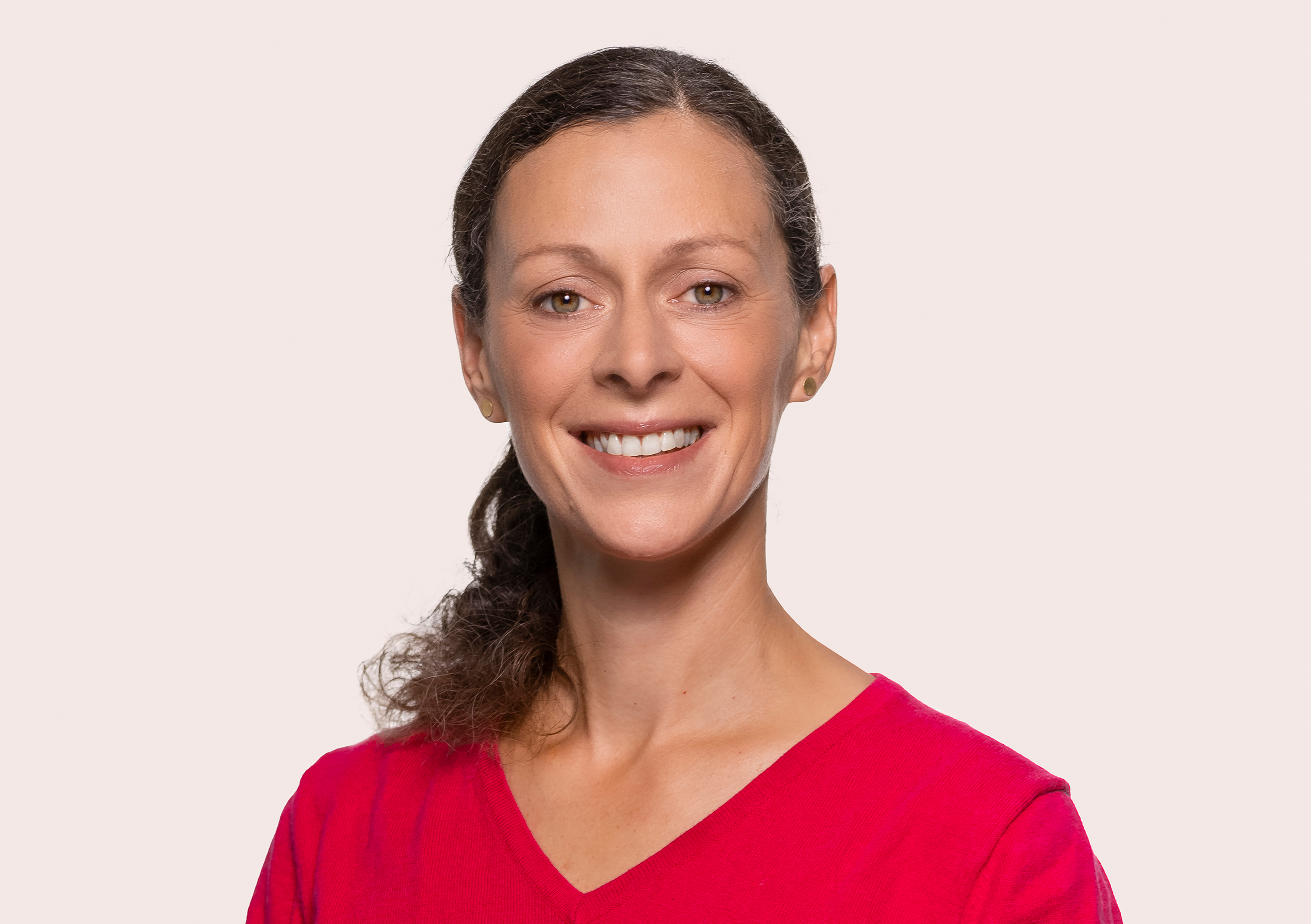
Franziska Mascheck (2021)

Franziska Mascheck (* 4. Februar 1979 in Dresden) ist eine deutsche Tänzerin, Sozialarbeiterin und Politikerin (SPD). Von Oktober 2021 bis März 2025 war sie Mitglied des Bundestages.

## Leben
Mascheck wurde im Februar 1979 in Dresden geboren und wuchs mit zwei Geschwistern in Schwedt/Oder auf. Sie ist evangelischer Konfession. Sie ist eine Enkelin des Aerodynamik-Wissenschaftlers Hans-Joachim Mascheck und eine Nachfahrin der Gründer der in Sachsen bekannten Färberei Oskar Mascheck.
Sie hat ein vierjähriges Ballett-Studium an der Palucca Hochschule für Tanz Dresden mit Diplom abgeschlossen und danach als Tänzerin in New York und Austin gearbeitet.
Nach ihrer Rückkehr nach Deutschland gründete Mascheck in Berlin das Kinder- und Jugendtanztheater tanzbasis und studierte soziale Arbeit. Sie hat darin einen Bachelor von der Katholischen Hochschule für Sozialwesen Berlin und ist ausgebildete Montessoripädagogin.
Im Jahr 2016 zog sie mit ihrem Mann, dem Pantomimen Marc Mascheck, und ihren vier Kindern nach Linda, wo sie einen Vierseitenhof kauften und dort den KulturGut Linda e. V. gründeten.
Seit 2019 hat Mascheck einen Sitz im Ortschaftsrat in Kohren-Sahlis und im Stadtrat Frohburg. Sie engagiert sich für die Städtepartnerschaft von Kohren-Sahlis mit dem italienischen Montottone.
Im Jahr 2021 wurde sie gemeinsam mit Carlo Hohnstedter zur Stellvertretenden Kreisvorsitzenden der SPD im Landkreis Leipzig gewählt.
Zuletzt arbeitete sie freiberuflich für die Kinder- und Jugendstiftung Sachsen und absolvierte von 2018 bis 2021 ein Master-Studium in sozialer Arbeit an der Hochschule Mittweida. Seit September 2022 ist Mascheck kommissarische Vorsitzende des SPD-Kreisverbands Leipzig.
Bei der Bundestagswahl 2021 trat Mascheck im Bundestagswahlkreis Leipzig-Land (154) an und bekam als Drittplatzierte 20,0 % der Erststimmen. Sie zog über Platz 8 der Landesliste der SPD Sachsen in den 20. Deutschen Bundestag ein.
Sie ist im Deutschen Bundestag ordentliches Mitglied im Ausschuss für Wohnen, Stadtentwicklung, Bauwesen und Kommunen sowie stellvertretendes Mitglied im Ausschuss für Ernährung und Landwirtschaft und im Ausschuss für Wohnen, Stadtentwicklung, Bauwesen und Kommunen.
Zur Bundestagswahl 2025 kandidierte Mascheck erneut im Bundestagswahlkreis Leipzig-Land (153), sowie auf Platz 7 der Landesliste der SPD Sachsen. Bei der Wahl am 23. Februar 2025 erzielte sie 10,9 Prozent der Erststimmen. Ihr Listenplatz genügte nicht für einen Wiedereinzug, sodass Mascheck nach einer Legislaturperiode wieder aus dem Deutschen Bundestag ausschied. In der Folge nahm Mascheck eine Tätigkeit als Regionalreferentin in der Regionalgeschäftsstelle Nordwest der SPD Sachsen in Leipzig auf.